# Ільїнка (Шипуновський район)
Ільї́нка (рос. Ильинка) — село у складі Шипуновського району Алтайського краю, Росія. Адміністративний центр Ільїнської сільської ради.

## Населення
Населення — 354 особи (2010; 474 у 2002).
Національний склад (станом на 2002 рік):
- росіяни — 96 %